# 克拉斯涅 (羅日尼亞季夫區)
48°51′20″N 24°17′1″E / 48.85556°N 24.28361°E
克拉斯涅（烏克蘭語：Красне），是烏克蘭西部的村莊，隸屬伊萬諾-弗蘭科夫斯克州的卡盧什區。該村始建於1451年，面積40.59平方公里，2001年人口1,276。